# L'Extermination des tyrans
L'Extermination des tyrans (Tyrants Destroyed and Other Stories) est un recueil de nouvelles de Vladimir Nabokov paru en 1974.

## Présentation
Toutes les nouvelles, sauf la dernière, sont écrites en russe par Nabokov entre 1924 et 1939, alors qu'il est expatrié à Berlin, Paris et Menton, puis traduites en anglais par son fils, Dmitri Nabokov et lui-même. Ces histoires sont d'abord publiées individuellement dans la presse russe émigrée. La dernière histoire est écrite en anglais à Ithaca, dans l'État de New York, en 1951. Le recueil est publié en 1974.

## Nouvelles
Le recueil comprend 13 nouvelles :
- L'Extermination des tyrans (Tyrants Destroyed)
- Conte de ma mère l'oie (A Nursery Tale)
- Musique (Music)
- Lik (Lik)
- Recrutement (Recruiting)
- Terreur (Terror)
- Le clocheton de l'amirauté (The Admiralty Spire)
- Jeu de hasard (A Matter of Chance)
- À la mémoire de L. I. Shigaïev (In Memory of L. I. Shigaev)
- Bachmann (Bachmann)
- Perfection (Perfection)
- Vassili Shishkov (Vasiliy Shishkov)
- Les sœurs Vane (The Vane Sisters)

## Accueil et critiques
Kirkus Reviews donne une critique positive au recueil, écrivant que « la voix et la manière sont cultivées, élégantes et composées dans ce mélange nabokovien unique de hauteur et de compréhension humaine ». La philologue Temira Pachmuss, écrivant pour le Slavic Review (en), fait l'éloge du langage poétique et qualifie le recueil de « complément bienvenu à l'œuvre de Nabokov en anglais ».

## Publications francophones
L’œuvre est traduite pour la première fois en 1977 par Gérard-Henri Durand aux éditions Julliard.

## Distinction
Le recueil est finaliste au National Book Awards for Fiction de 1976.